# Greenall Glacier
Greenall Glacier är en glaciär i Antarktis. Den ligger i Östantarktis. Australien gör anspråk på området. Greenall Glacier ligger 1 388 meter över havet.
Terrängen runt Greenall Glacier är kuperad åt sydväst, men åt nordost är den platt.  Trakten är obefolkad. Det finns inga samhällen i närheten.